# عباس عطار
عباس عطار (۹ فروردین ۱۳۲۳ – ۵ اردیبهشت ۱۳۹۷) عکاس ایرانی بود.  او دانش‌آموخته رشته مطبوعات و ارتباطات در انگلستان بود و در دهه ۱۹۷۰، به دلیل روزنامه‌نگاری در بیافرا، ویتنام و آفریقای جنوبی و مقالات گسترده خود در مورد ادیان در سال‌های بعد، شناخته شد. وی از سال ۱۹۷۱ تا ۱۹۷۳، عضو سیپا پرس، از ۱۹۷۴ تا ۱۹۸۰ عضو گاما بود و در ۱۹۸۱ به مگنوم فوتوز (آژانس عکس مگنوم) پیوست و در ۱۹۸۵ عضو تمام وقت مگنوم شد؛ او همچنین از ۱۹۹۸ تا ۲۰۰۱ رئیس دوره‌ای مگنوم بود.

## زندگی‌نامه
سال ۱۹۵۲ به همراه خانواده‌اش، وقتی ده ساله بود، از ایران مهاجرت کرد. در عکسی خانوادگی که بدرقه کنندگان خانواده عطار از او و پدر، مادر و سه برادرش گرفته‌اند عباس ده ساله، دوربین عکاسی بر گردن آویخته است. چهار سال بعد اولین عکس‌هایش را در ۱۴ سالگی، در زمان استقلال الجزایر گرفت. از سال ۱۳۴۹ پس از پایان تحصیلاتش در رشته ارتباطات در بریتانیا حرفه عکاسی را آغاز کرد. در ۲۶ سالگی، عکس‌هایش در مجلات جهان به چاپ رسید؛ عکس‌هایی با قالب سیاسی و اجتماعی. از جنگ‌ها و انقلاب «بیافرا» در آفریقا تا بنگلادش و ویتنام و خاورمیانه و شیلی و آفریقای جنوبی، همراه با روایتی از آپارتاید.
از ۱۳۵۷ تا ۱۳۵۹ «عباس» از پشت دوربین عکاسی‌اش به انقلاب اسلامی ایران نگریست و لحظات به‌یادماندنی ایرانی‌ها را روی کاغذهای عکاسی ماندگار کرد و همان‌طور که خودش گفت برای تاریخ عکس گرفت.
در ۱۹۶۱، پس از آنکه عکس‌هایش جهانی شد، به آژانس عکس «مگنوم» پیوست. تاریخ تأسیس «مگنوم» به ۱۹۴۷ بازمی‌گشت؛ آژانسی که عکاس مشهور فرانسوی «هنری کارتیه برسون» به همراه «رابرت کاپا» و چند عکاس جنگ تشکیل دادند که برای ثبت وقایع سیاسی و اجتماعی جهان گرد هم آمده بودند؛ زمانی که عباس، ۳سال بیشتر نداشت. سال‌ها بعد، یعنی در ۵۴ سالگی (از ۱۹۹۸ تا ۲۰۰۱)، رئیس دوره‌ای آژانس عکس «مگنوم» شد.
یک سال پیش از آنکه او رئیس دوره‌ای آژانس شود، بعد از ۱۷ سال دوری از سرزمینش به ایران بازگشت. دستاورد این سفر، کتابی شد به نام «روزشمار ایران ۲۰۰۲–۱۹۷۱» که علاوه بر عکس‌ها، شامل یادداشت‌های روزانه عباس نیز هست و این یادداشت‌های روزانه در ایام سفر کمک می‌کند تا زیبایی‌شناسی شخصی عکس‌هایش برای بیننده شناسانده و معنی شود.
او از سال۱۹۸۳ تا ۱۹۸۶ به مکزیک سفر کرد و به عکاسی پرداخت. ۱۱ جلد کتابی که تاکنون از او به چاپ رسیده، تنها بخشی از فعالیت‌های سی‌و شش‌ساله او را شامل می‌شود. در پس چهره جدی عباس عطار – که گاهی خشک و بداخلاق به نظر می‌رسد– طنزی شرقی نهفته است.
عباس عطار در ۵ اردیبهشت ۱۳۹۷ به علت بیماری سرطان در سن ۷۴ سالگی در پاریس درگذشت.

## گرامی‌داشت در گوگل
در مارس ۲۰۲۴ و به مناسبت هشتادمین سالگرد تولد عباس عطار، گوگل دودل روز ۲۹ مارس به عباس عطار اختصاص یافت.

## نمایشگاه‌ها
- 1972: Ganvie People, Falomo, Nigeria
- 1977: Retrospective, Galerie Litho, Tehran; Ce jour là, Galerie FNAC, Paris

- 1977: Le reportage d'agence, Rencontres de la photographie, Arles

- 1980: Iran, the revolution, Tehran Museum of Contemporary Art ; Darvazeh Ghar mosque, Tehran; Fundacao Cultural, Rio de Janeiro
- 1982: Citizen of the Third World, Photographer’s Gallery, London; Open Eye Gallery, Liverpool, G.B.
- 1983: Retrospective, Consejo de Fotogragia, Mexico
- 1984: Retrospective, Galerie ARPA, Bordeaux, France
- 1986: Votez pour Moi, Galerie Magnum, Paris
- 1991: Retrospective, Imagina, Almeria, Espana
- 1992: Return to Mexico, Mexico Cultural Center, Paris; Maison pour Tous, Calais
- 1994: Retornos a Mexico, Centro Nacional de la Fotografia, Mexico
- 1999: Islamies, Place Royale, Brussels
- 1999: Islamies, Arab World Institute, Paris
- 1999: Chrétiens, House of Photography, Moscou
- 1999: Chrétiens, Eberhardskirche, Stuttgart
- 1999: Christians, Centre cultural français, Seoul, Korea
- 2002: Iran, the revolution, The Grey Gallery, New York
- 2002: Viaggio negli Islam del mondo, Palazzo Vecchio, Firenze, Italia
- 2002: Visiones de l’Islam, la Caixa, Tarragona, Madrid, Malaga, Orense, Espana
- 2002: IranDiary, Visa in Perpignan, France
- 2003: Visiones de l’Islam, la Caixa, Girona, Granada, Pamplona and Palma de Mallorca, Espana
- 2004: Iran, Haus der Kulturen der Welt, Berlin
- 2004: Resurgence of Shias, Visa in Perpignan, France
- 2004: Ya Saddam, Noorderlicht, Leeuwarden, Hollande
- 2004: Islams, The United Nations, New York
- 2005: Sur la Route des Esprits, La Chambre Claire, Paris
- 2006: The Children of Abraham, Nobel Peace Center, Oslo
- 2006:: Islams and Shias, Vicino/Lontano, Udine, Italia
- 2007: The Children of Abraham, Groningen and Amsterdam, Holland
- 2008: The Children of Abraham, Institut Français de Fès, Morocco
- 2008: Jardin Botanique, Brussels, Belgium
- 2009: In Whose Name?, Magnum Gallery, Paris
- 2009: Visa, Perpignan
- 2009: Gallerie Polka, Paris
- 2011: Abbas, 45 Years in Photography, National Museum of Singapore
- 2014: Faces of Christianity, Photography Festival, Guernsey